# Amfidòntids
Els amfidòntids (Amphidontidae) són una família extinta de mamífers que tingueren una amplíssima distribució des del Juràssic inferior fins al Cretaci inferior, fa entre 113 i 182,7 milions d'anys. Se n'han trobat restes fòssils als Estats Units, l'Índia, Rússia i la Xina. No se'n sap gaire cosa. Formen part dels simetrodonts dotats de dents molars amb angles obtusos. Tenien els metacònids i els paracònids extremament febles. En general, la morfologia de les molars fa pensar que es nodrien de paparres inflades de sang o preses similars. En el passat, la família ha estat classificada com a sublegió, infralegió i ordre.